# Мартин (окръг, Минесота)
Вижте пояснителната страница за други значения на Мартин.
Окръг Мартин (на английски: Martin County) е окръг в щата Минесота, Съединени американски щати. Площта му е 1891 km², а населението - 21 802 души (2000). Административен център е град Феърмонт.